# Liste der Naturdenkmäler in Herford
Die Liste der Naturdenkmäler in Herford führt die Naturdenkmäler der Stadt Herford auf.

## Außenbereich

### Bäume und Baumgruppen
| Nr. | Bezeichnung                  | Lage | Bemerkungen             | Bild |
| --- | ---------------------------- | --- | ----------------------- | ---- |
| 5   | 1 Rosskastanie               | an der Einfahrt zum Haus „Hausheider Str. 114“                                                                |                         |      |
| 6   | Eichengruppe                 | am Südrand des Gehöfts Meyer zu Bentrup, Hausheider Str.                                                      |                         |      |
| 7   | 1 Winterlinde                | am Feldweg „Eickumer Str.“                                                                                    |                         |      |
| 8   | 1 Eiche                      | an der Einfahrt zum Haus Vilsendorfer Str. 4                                                                  |                         |      |
| 9   | 1 Eiche                      | an der Straßenböschung der L 965 nördl. Einmündung Schweichelner Straße 52° 9′ 37″ N, 8° 41′ 5″ O             |                         |      |
| 10  | 1 Rosskastanie               | vor dem Haus „Mergelweg 1“                                                                                    | Baum wurde 2024 gefällt |      |
| 11  | 2 Linden                     | an der Südseite eines Kötterhauses am Hof Linnenweber                                                         |                         |      |
| 12  | 1 Esche                      | an der Zufahrt zum Homberghof                                                                                 |                         |      |
| 13  | 1 Linde                      | im Garten vor dem Hause „Löhner Str. 3“                                                                       |                         |      |
| 14  | 1 Kastanie                   | im Garten des Hauses „Im Kuhnholt Nr. 28“                                                                     |                         |      |
| 15  | 1 Eiche                      | an der Straßenböschung des „Wüstener Weges“ gegenüber Haus Nr. 42                                             |                         |      |
| 16  | 1 Eiche                      | an der Zufahrt zum Haus „Waldfriedenstr. 46“                                                                  |                         |      |
| 17  | 1 Kastanienallee             | an der Zufahrt zum Hof Riepe                                                                                  |                         |      |
| 18  | Baumreihe und Gehölzstreifen | auf der Kreisgrenze zwischen Salzufler Straße und Stadtholzstraße                                             |                         |      |
| 20  | 1 Eiche                      | freistehend auf der Hangstufe zur Aa                                                                          |                         |      |
| 21  | 2 Eichen                     | an der L 804 und 1 Eiche vor dem Haus „Braker Str.“                                                           |                         |      |
| 22  | 2 Eichen                     | 1 Eiche rechts des Haupttors Pahmeyerhof, 1 Eiche an Nebeneinfahrt östl. Hofgebäude, unmittelbar an der L 804 |                         |      |
| 23  | 1 Eiche                      | an der Ecke Kampstr./Rebhuhnweg                                                                               |                         |      |

### Teiche
| Nr. | Bezeichnung | Lage                                                                    | Bemerkungen | Bild |
| --- | ----------- | ----------------------------------------------------------------------- | ----------- | ---- |
| 24  | Teich       | am Vlothoer Baum an der Vlothoer Straße (L 778) in einer Grünlandfläche |             |      |
| 25  | Teich       | im Werretal 150 m nordwestlich der BAB 2 in einer Grünlandfläche        |             |      |

### Heideflächen
| Nr. | Bezeichnung | Lage                                             | Bemerkungen | Bild |
| --- | ----------- | ------------------------------------------------ | ----------- | ---- |
| 26  | Heide       | am Westhang des Stuckenberges nahe Vlothoer Baum |             |      |
| 27  | Heide       | am Nordhang der Egge an der „Alten Heerstraße“   |             |      |

### Steinbrüche
| Nr. | Bezeichnung            | Lage                                              | Bemerkungen | Bild |
| --- | ---------------------- | ------------------------------------------------- | ----------- | ---- |
| 28  | Steinbruch und Hohlweg | am Westhang der Egge an der Straße „Hilligenböke“ |             |      |

## Innenbereich
| Nr. | Bezeichnung      | Lage                                                   | Bemerkungen | Bild |
| --- | ---------------- | ------------------------------------------------------ | ----------- | ---- |
| 1   | Platane          | Daniel-Pöppelmann-Haus                                 |             |      |
| 2   | Rotbuche         | Daniel-Pöppelmann-Haus                                 |             |      |
| 3   | Blutbuche        | Daniel-Pöppelmann-Haus                                 |             |      |
| 5   | Rotbuche         | Wilhelmsplatz                                          |             |      |
| 6   | Rotbuche         | Wilhelmsplatz                                          |             |      |
| 7   | Rotbuche         | Wilhelmsplatz                                          |             |      |
| 8   | Blutbuche        | Wilhelmsplatz                                          |             |      |
| 9   | Platane          | Holland, nähe Süsternkapelle                           |             |      |
| 10  | Esche            | Holland, nähe Süsternkapelle 52° 7′ 5″ N, 8° 40′ 23″ O |             |      |
| 11  | Blutbuche        | Werregärten                                            |             |      |
| 12  | Platane          | Bismarckstraße                                         |             |      |
| 13  | Platane          | Bismarckstraße                                         |             |      |
| 14  | Linde            | Maiwiese                                               |             |      |
| 15  | Trauben-Eiche    | Im Heidsiek                                            |             |      |
| 16  | Stieleiche       | Hellerweg                                              |             |      |
| 17  | Stieleiche       | Elverdissen Biemser Weg                                |             |      |
| 18  | Stieleiche       | Elverdissen Biemser Weg                                |             |      |
| 22  | Sumpfzypresse    | Frederica-Ufer                                         |             |      |
| 23  | Hängebuche       | Frederica-Ufer                                         |             |      |
| 24  | Blutbuche        | Friedhof Hermannstraße                                 |             |      |
| 25  | Bergahorn        | Friedhof Hermannstraße                                 |             |      |
| 26  | Blutbuche        | Friedhof Hermannstraße                                 |             |      |
| 27  | Blutbuche        | Friedhof Hermannstraße                                 |             |      |
| 28  | Blutbuche        | Friedhof Hermannstraße                                 |             |      |
| 29  | Rotbuche         | Haus unter den Linden                                  |             |      |
| 30  | Ginko            | Hermannstraße/Elverdisser Str.                         |             |      |
| 31  | Rotbuche         | Unter den Linden/Mönchstraße                           |             |      |
| 32  | Stieleiche       | Schützenhofpark 52° 6′ 57″ N, 8° 40′ 58″ O             |             |      |
| 34  | Stieleiche       | Elverdissen Biemser Weg                                |             |      |
| 35  | Stieleiche       | Viehtriftenweg                                         |             |      |
| 36  | Ungarische Eiche | Hochschule für Kirchenmusik                            |             |      |
| 37  | Stieleiche       | Wüstener Weg                                           |             |      |
| 38  | Winterlinde      | Rüterweg                                               |             |      |